# 皇后诞生日
地久節（日语：／ Chikyūsetsu）是第二次世界大戰前的日本祝日之一，慶祝皇后生日的日子。和天皇誕生日（天長節）不同，非勅令所定的國家祝祭日、非放假日。
1931年（昭和6年），大日本連合婦人會結成之際，地久節被定為母親節（母の日），1949年（昭和24年），改成美國式的5月的第二個禮拜天。
1948年（昭和23年）7月，地久節改稱皇后誕生日（／ Kōgō tanjyōbi）。

## 歷代皇后誕生日
| 年號 | 皇后               | 西曆            | 日期     |
| ---- | ------------------ | --------------- | -------- |
| 明治 | 昭憲皇太后（美子） | 1868年 - 1911年 | 5月9日   |
| 大正 | 貞明皇后（节子）   | 1912年 - 1926年 | 6月25日  |
| 昭和 | 香淳皇后（良子）   | 1927年 - 1988年 | 3月6日   |
| 平成 | 美智子             | 1989年 - 2018年 | 10月20日 |
| 令和 | 雅子               | 2019年 -        | 12月9日  |

## 關連項目
- 日本節日
- 生日
- 母親節